# FC Liefering
Maillots
Le FC Liefering est un club autrichien de football basé à Salzbourg et évoluant actuellement en deuxième division autrichienne. Le club, fondé en 1947 sous le nom de USK Anif, appartient depuis 2012 au groupe autrichien Red Bull, tout comme le club du Red Bull Salzbourg avec qui il partage la Red Bull Arena.

## Palmarès
Regionalliga West
- Champion :  2012–13

Alpenliga
- Champion :  1978–79*

Austrian Landesliga
- Champion :  1988–89*

Salzburger Liga
- Champion :  1988–89*, 1992–93*, 2002–03*, 2006–07*

1. Klasse Nord
- Champion :  1965*, 1974*

2. Klasse B
- Champion :  1950*

Coupe de Salzbourg
- Vainqueur :  1978*

Coupe en salle de Salzbourg
- Vainqueur :  1990*, 2001*, 2002*, 2005*, 2009*

* sous le nom d'USK Anif